# Barbro Eriksdotter (Bielke)
Barbro Eriksdotter (Bielke), död 1553, känd under namnet Barbro Påle, var en svensk godsägare och adelsdam. 
Barbro Eriksdotter har en plats i svensk folklore. Hon är centralgestalten i legenden om spöket i Linköpings domkyrka och vid Brokinds slott och Tarmsjön. Hon utpekas också som en av förebilderna för den så kallade pintorpafrun, en känd gestalt inom svensk spökmytologi och folklore om en grym slottsfru som plågade sina underlydande. Även under sin egen levnadstid var hon beryktad för påstått häxeri.

## Biografi
Eriksdotter var en medlem av familjen Bielke  som dotter till Erik Turesson (Bielke) och Gunilla Johansdotter (Bese) och syster till Axel Eriksson (Bielke) Ture Eriksson (Bielke) och Anna Eriksdotter (Bielke). Hon gifte sig 1524 i Stockholm med sin syster Annas styvson riddar Måns Johansson (Natt och Dag) (1500–1555), riksråd och lagman i Östergötland, med vilken hon fick sex barn, och blev slottfru på släktens säte Brokind i Östergötland.
Berättelsen om Barbro Eriksdotter samstämmer med den om Beata von Yxkull och hon kallas också för Pintorpafrun på Brokind. Det sägs att hon var en hård och grym husmor som också var trollkunnig och att hon njöt av att plåga sina underlydande. Hon ska vid de minsta förseelser från sina underlydande ha låtit bakbinda dem och kasta dem i tjuvkistan. För att plåga fången, dukade hon sedan enligt legenden upp stora bord med mat och dryck strax utom räckhåll för dem. När allmänheten klagade för att fångarna led av hunger, ska hon ha svarat: De hava både mat och dryck, vilja de inte äta så får dem skylla sig själva.
Fängelset på Brokind blev vida bekant, och platsen där tjuvkistan fanns heter än i dag "Kisthagen".

## Barbro i folkloren
Efter sin död begravdes hon i Linköpings domkyrka, men fick, enligt legenden, inte ro i sin grav utan spökade så att man flyttade kistan till sockenkyrkan Vårdnäs kyrka vid Brokind. Men inte heller där ska hon ha fått någon ro i sin grav. Man drev då en påle genom hennes kropp, så hon skulle hålla sig lugn i jorden. Det var så hon fick namnet ”Barbro Påle”.
En annan sägen hävdar att man slutligen kastade hennes kista i Tarmsjön vid Brokind, först då blev det lugnt på herrgården, men att hennes vålnad fortsatte spöka vid sjön.
Efter detta ska man enligt folkloren kunna höra ett osynligt väsen flyga runt mossen och ropa: Barbro påle, Barbro påle! Enligt sägnen kan man sena nätter se Barbro Påle dansa på Brokinds herrgård med Satan själv.